# Fuzûlî
Fużūlī (sau Fuduli, فضولی; în azeră: Füzuli, c. 1483 – 1556), ce se poate traduce în română ca „Gură slobodă”, este pseudonimul poetului și filozofului azer și otoman Muhammad bin Suleyman (محمد بن سليمان).
A scris în trei limbi, azeră, persană și arabă și a fost unul dintre cei mai mari scriitori în cadrul tradiției Dîvân din literatura azeră.
Poezia sa a influențat dezvoltarea literaturii în Orientul Apropiat.

## Biografie
Fûzuli s-a născut pe actualul teritoriu al Irakului. Numele său adevărat era Ahmed, luându-și ulterior pseudonimul de Fûzuli. Familia sa provenea din vechiul trib turkmen Bayat, de confesiune șiită și care aparținea ramurii turcilor oğuzi care se stabiliseră pe teritoriul Irakului din perioada dinastiei turcice a Selgiukizilor Mari din secolul al XI-lea. Fûzuli, deși și-a scris opera în azeră, persană și arabă, a precizat în mai multe rânduri că limba sa maternă este turca, mai exact, dialectul azer al limbii turce. 
În timpul vieții sale zona Irakului a trecut prin două perioade distincte, stăpânită în tinerețea sa de către dinastia safavidă din Iran, iar apoi a intrat în 1534 sub administrație otomană odată cu cucerirea Bagdadului de către cultanul Soliman Magnificul. Deși le-a dedicat primele sale poeme, Fûzuli nu s-a bucurat de apreciere din partea suveranilor safavizi. Din această cauză a fost nevoit să lucreze ca türbedar (conservator/paznic de muzeu) la mausoleul califului Ali din Najaf, dar a rămas și fără această sursă de subzistență după cucerirea zonei de către otomani. Din acest motiv a încercat ulterior să intre în rândul noilor cercuri imperiale, dar nu a avut prea mult succes în acest sens. După nenumărate demersuri, a reușit să beneficieze de un venit modest de 12 akçe pe lună, venit de care avea să fie privat după revenirea sultanului la Istanbul, fapt descris în celebra sa screiere Șikâyetnâme adresată secretarului calceralarului imperial. Toate aceste umilințe, viața plină de privațiuni și tristețea provocată de nerecunoașterea valorii sale au fost teme care s-au regăsit adesea în opera sa. 
Fûzuli a fost un foarte bun cunoscător al unor domenii precum matematica, astronomia, legislație islamică, chimie și medicină, științe sociale, traducerile arabe ale filosofiei grecești, literatură persană și indiană. Datorită acestui fapt conmporanii i se adresau cu apelative precum Molla Fûzuli și Mevlâna Fûzuli (învățătorul/învățatul Fûzuli). Concepția sa filosofică a avut la bază două surse de inspirație principale: învățătura islamică marcată de accente șiite și mistica islamică (fiind poetul divani cel mai atras de acest curent de gândire).
Potrivit unor cronicari de epocă Fûzuli a murit în timpul unei epidemii de ciumă și a fost înmormântat la Kerbala, în apropierea mormântului imamului Husayn, nepotul profetului Muhammad, și că în acest perimetru s-ar fi ridicat ulterior un lăcaș al ordinului Bektași. 

## Teme și opera literară
Fûzuli s-a numărat printre cei mai prolifici autori divani, abordând genurile specifice ale literaturii clasice, precum tevhid, na'at, kaside, gazel, musamma.  A fost influențat de marii poeți de limbă persană care îl precedaseră și care fuseseră la fel ca și el profund marcați de sufism, cum ar fi Attar, Rumi, Câmi, Nesimi. El se raporta la sufism mai degraba ca la o sursă de inspirație, fără a avea vreo latură militantă sau propagandistică și nu a fost inițiat în niciun ordin sufit (tarikat).  
Sursa predilectă de inspirație pentru Fûzuli a fost dragostea, fiind considerată ca fiind principala sursă de inspirație și pentru întreaga poezie divani. El se raportează la dragoste ca la un sentiment care nu poate fi atins sau împlinit în această viață, depășind conceptele clasice despre iubirea dintre doi îndrăgostiți. Aceasta devine pentru poet o sursă de uimire, de împăcare, de mulțumire și rămâne o eternă aspirație.  
O altă temă de inspirație pentru Fûzuli a fost deșertul, ca evocare a mediului, a spațiului geografic în care și-a petrecut cea mai mare parte a vieții. Fûzuli și-a scris operele în limba turcă în dialectul azer vorbit în zona Irakului. El apelează la o limbă simplă, presărată cu expresii regionale, populare și cuvinte de largă circulație care îi facilitează șansele de receptare. A fost foarte agreat în mediile azere și în cercurile ordinului Bekatși (mai ales printre membrii ramurei Alevi). A scris și tratate de filosofie și a abordat teme legate de problemele sociale globale și libertatea omului. 
Cel mai important și mai cunoscut mesnevi al său este Leylâ vü Mecnun "Leyla și Mecnun", inspirat dintr-o celebră poveste de dragoste arabă. Este una dintre rarele capodopere literare nu doar din poezia azerbaidjană, dar și din cea occidentală. 
Proza sa a fost scrisă sub influența unor filosofi precum Platon, Empedocles și Democritus.

## Opera

### Scrieri în azeră
- Dîvân, culegere de poezii
- Beng ü Bâde (بنگ و باده; „Hașișul și vinul”)
- Hadîkat üs-Süedâ (حديقت السعداء; "Grădina desfătărilor”)
- Dâstân-ı Leylî vü Mecnûn (داستان ليلى و مجنون; „Layla și Majnun”)
- Risâle-i Muammeyât (رسال ﻤﻌﻤيات; „Tratat asupra ghicitorilor”)
- Șikâyetnâme (شکايت نامه; „Tânguirea”)

### Scrieri în persană
- Dîvân, selecție de poeme
- Anîs ol-qalb (انیس القلب; „Prietenul inimii”)
- Haft Jâm (هفت جام; „Șapte potire”)
- Rend va Zâhed (رند و زاهد; „Hedonist și ascetic”)
- Resâle-e Muammeyât (رسال ﻤﻌﻤيات; „Tratat asupra ghicitorilor”)
- Sehhat o Ma'ruz (صحت و معروض; „Sănătate și boală”)

### Scrieri în arabă
- Dîvân, poeme alese
- Matla' ul-İ'tiqâd (مطلع الاﻋﺘﻘﺎد; „Nașterea credinței”).

### Traduceri în limba română
- Leyla și Mecnun / Leyla ve Mecnun, ediție bilingvă, selecție, studiu introductiv, traducere și note: Nezvat Yusuf Sarigöl, Nermin Yusuf, Selma Yusuf; cuvânt înainte: Tural Rzayev, Editura Kriterion, colecția  Bibliotheca Islamica nr. 13, îngrijită de George Grigore, București – Cluj, 2007, 516 p.

### Câteva versuri
„Dragostea-i lungă dar scurtă-i nădejdea,

Sensu-i strigăt, geamăt e deznădejdea
………………………………………
Cine avea-va puterea de-a se-mpotrivi
Chinului, suferinței, tristetii și durerii

Fi-va tovarășul meu pe timpul călătoriei ”— Fużūlī,  Leyla și Mecnun 